# Phylocentropus auriceps
Phylocentropus auriceps là một loài Trichoptera trong họ Dipseudopsidae. Chúng phân bố ở miền Tân bắc.